# Monumento al Merlú
Monumento al Merlú är ett monument i Spanien.   Det ligger i provinsen Provincia de Zamora och regionen Kastilien och Leon, i den centrala delen av landet, 210 km nordväst om huvudstaden Madrid. Monumento al Merlú ligger 658 meter över havet.
Terrängen runt Monumento al Merlú är platt. Runt Monumento al Merlú är det ganska glesbefolkat, med 38 invånare per kvadratkilometer. Närmaste större samhälle är Zamora, 0,39 km nordost om Monumento al Merlú. Trakten runt Monumento al Merlú består till största delen av jordbruksmark.